# آمیران توتیکاشویلی
آمیران توتیکاشویلی (گرجی: ამირან ტოტიკაშვილი؛ زادهٔ ۲۱ ژوئیه ۱۹۶۹) جودوکار گرجی‌تبار اهل شوروی بود.
وی در مسابقات کشوری و بین‌المللی در مجموع برندهٔ ۱ مدال طلا، ۱ مدال برنز شده‌است.